# 821 TCN
821 TCN là một năm trong lịch La Mã.